# Nepenthosyrphus
Nepenthosyrphus là một chi ruồi trong họ Syrphidae.